# Britelo, Gémeos e Ourilhe
Britelo, Gémeos e Ourilhe (oficialmente: União das Freguesias de Britelo, Gémeos e Ourilhe) é uma freguesia portuguesa do município de Celorico de Basto, com 17,17 km² de área e 3431 habitantes (censo de 2021). A sua densidade populacional é 199,8 hab./km².

## História
Foi constituída em 2013, no âmbito de uma reforma administrativa nacional, pela agregação das antigas freguesias de Britelo, Gémeos e Ourilhe e tem a sede em Britelo.

## Demografia
A população registada nos censos foi:
| Distribuição da População por Grupos Etários | Distribuição da População por Grupos Etários | Distribuição da População por Grupos Etários | Distribuição da População por Grupos Etários | Distribuição da População por Grupos Etários | Distribuição da População por Grupos Etários |
| -------------------------------------------- | -------------------------------------------- | -------------------------------------------- | -------------------------------------------- | -------------------------------------------- | -------------------------------------------- |
| Antes da agregação                           |                                              |                                              |                                              |                                              |                                              |
| Ano                                          | 0-14 anos                                    | 15-24 anos                                   | 25-64 anos                                   | >= 65 anos                                   | Total                                        |
| 2001                                         | 699                                          | 573                                          | 1709                                         | 580                                          | 3561                                         |
| 2011                                         | 613                                          | 461                                          | 1994                                         | 602                                          | 3670                                         |
| Após a agregação                             |                                              |                                              |                                              |                                              |                                              |
| Ano                                          | 0-14 anos                                    | 15-24 anos                                   | 25-64 anos                                   | >= 65 anos                                   | Total                                        |
| 2021                                         | 450                                          | 384                                          | 1961                                         | 636                                          | 3431                                         |

## Equipamentos
- Biblioteca Municipal Professor Doutor Marcelo Rebelo de Sousa (Biblioteca Municipal de Celorico de Basto);
- Escola EB1 e Jardim de Infância de Celorico de Basto;
- Escola Básica e Secundária de Celorico de Basto;
- Câmara Municipal de Celorico de Basto;
- Parque Urbano do Lúdico e Freixeeiro;
- Piscina Municipal de Celorico de Basto.

## Pessoas ilustres
- Lopo Gonçalves Bastos (importante comerciante e político que viveu na cidade de Porto Alegre no Rio Grande do Sul, Brasil)
- Rodrigo de Sousa e Castro (militar e um dos protagonistas da Revolução de 25 de Abril de 1974)